# محمد طه نجف
محمد طه بن مهدي بن محمد رضا بن محمد بن نجف علي (1241 هـ ـ 1323 هـ). مرجع شيعي مُتوّفي، وقد عاش في فترة الحكم العثماني للعراق

## تلامذته
1. آغا بزرگ الطهراني.
2. عبد الحسين شرف الدين.
3. مرتضى كاشف الغطاء.
4. هادي كاشف الغطاء.
5. محمد جواد البلاغي.
6. صالح الحلي.
7. محمد سعيد الحبوبي.
8. حسن الصدر.
9. علي البلادي.[1]

## مؤلفاته
- إتقان المقال في أحوال الرجال.
- الإنصاف في مسائل الخلاف.
- الفوائد السنية والدرر النجفية.
- القواعد النجفية في مهمات الفرائض المرتضوية.
- إحياء الموات في أحوال الرواة.
- نعم الزاد ليوم المعاد.
- شرح منظومة السيد بحر العلوم.
- شرح كتاب الزكاة من الشرائع.
- الدعائم في الأصول.
- عناء المخلصين.
- حاشية على المعالم.
- حاشية على فرائد الأصول.
- حواشي على اللمعة الدمشقية.
- حواشي على مدارك الأحكام.
- رسالة في التقية.
- رسالة في الحبوة.
- كشف الحجاب عن استصحاب الكرية ومطلق الاستصحاب.